# Demirci
Demirci là một huyện thuộc tỉnh Manisa, Thổ Nhĩ Kỳ. Huyện có diện tích 1473 km² và dân số thời điểm năm 2007 là 51958 người, mật độ 35 người/km².